# Pachycereus
Pachycereus é um gênero botânico da família cactaceae..

## Sinonímia
- Backebergia Bravo
- Lemaireocereus Britton & Rose
- Lophocereus (A.Berger) Britton & Rose
- Marginatocereus (Backeb.) Backeb.
- Mitrocereus (Backeb.) Backeb.
- Pterocereus T.MacDoug. & Miranda

## Espécies
- Pachycereus gatesii
- Pachycereus gaumeri
- Pachycereus grandis
- Pachycereus hollianus
- Pachycereus marginatus
- Pachycereus militaris
- Pachycereus pectin-aboriginum
- Pachycereus pringlei
- Pachycereus schottii
- Pachycereus weberi
- etc.

## Lins externos
- Cardon cactus
- Cacti Guide: Pachycereus
- Desert tropicals Pachycereus pringlei